# Анрі Вернс
Анрі Вернс, також Шарль-Анрі-Жан Дьюїзм (фр. Henri Vernes, Charles-Henri-Jean Dewisme, 16 жовтня 1918, Ат, Бельгія — 25 липня 2021) — бельгійський письменник-фантаст французького походження. У 1953 році створив персонажа Боба Морана (фр. Bob Morane). Анрі Вернс є автором 260 пригодницьких романів, переважно з науково-фантастичною складовою, дія яких відбувається по всьому світу, або навіть у паралельних всесвітах (цикл d'Ananké) чи в часовому вимірі (Цикл часу (фр. le Cycle du Temps)).

## Біографія
Народився Анрі Вернс (справжнє імя — Шарль-Анрі-Жан Дьюїзм) 16 жовтня 1918 року в Ат (Бельгія). Після розлучення батьків жив у Турне, де його виховували бабуся та дідусь.
Під час Другої світової війни він долучився до Опору. Також під час війни він опублікував під своїм справжнім іменем перший роман під назвою «Відчинені двері» (фр. La Porte ouverte), другий роман « Прекрасна ніч для мертвого чоловіка» (фр. La Belle Nuit pour un homme mort) — у 1949 році. 
У 1950-х роках, будучи журналістом-фрілансером, був рекомендований директору видавництва «Marabout» Жану-Жак Шелленсу, який запустив нову серію книг для молоді. Так народився серіал про героя Боба Морана. Перша книга серії «Долина інфарналу» (фр. La Vallée infernale) вийшла у 1952 році і зазнала успіху. Це був початок циклу, який охопив більше 200 пригодницьких романів. Пригоди Боба Морана були адаптовані в коміксах, телевізійних серіалах, анімації та відеоіграх.
Анрі Вернс також писав інші романи та численні статті як журналіст під різними псевдонімами, наприклад, Жак Коломбо (серіал для дорослих DON), Кол У. Богар, Гастон Богарт, Роберт Девідс, Герцогиня Голідей, К. Рейнес, Жак Сейр, Шеннон Лью, Рей Стівенс, а також під його справжнім іменем.
У 2011 році Анрі Вернс передав свої архіви державним архівам у Турне: видання іноземних мов Боба Морана, плакати, листи читачів, машинописи, статті у пресі тощо.
У 2012 році він опублікував свою автобіографію «Мемуари» (Мемуари), видану видавництвом «Jourdan».

## Творчість
- Під справжнім ім'ям  Шарль-Анрі Дьюїзм (фр. Charles-Henri Dewisme)
  - «Відчинені двері» (фр. La Porte ouverte), La Renaissance du livre, 1944
  - «Прекрасна ніч для мертвого чоловіка» (фр. La Belle Nuit pour un homme mort), Triolet, 1949
  - «Зомбі або Секрет нежиті» (фр. Les Zombis ou le Secret des morts-vivants), Grasset, 1957
- Під псевдонімом Кол У. Богар (фр. Cal W. Bogar)  
  - «Справжня історія Вілла Вільямсона» (фр. La Véritable Histoire de Will Wiliamson), Défense de la France, 1946
- Під псевдонімом Гастон Богарт (фр. Gaston Bogart)[4]
  - «Бренді-стріт» (фр. Brandy Street), Laroche, 1953
- Під псевдонімом Анрі Вернс (фр. Henri Vernes)  
  - Серія книг «Пригоди Боба Морана» (фр. Les Aventures de Bob Morane), Marabout Junior - 230 назв книг, опублікованих з 1953 р. до цих пір.
  - «Завойовники Евересту» (фр. Les Conquérants de l'Everest), Marabout Junior №10, 1953 – документальний твір
  - «Чоловіки на плоту» (фр. Des hommes sur un radeau), Marabout Junior №56, 1955
  - «Товариші Флібусте» (фр. Les Compagnons de la Flibuste), Marabout Junior №68, 1956
  - «Пригоди Люка Дассаута» (фр. Les Aventures de Luc Dassaut)[4]
    - «Підпільна база» (фр. Base clandestine), Bibliothèque de la jeunesse Hachette, 1957
    - «Резюме Ельдорадо» (фр. Les Rescapés de l'Eldorado), Bibliothèque de la jeunesse Hachette, 1957

  - «Ліс часу» (фр. La Forêt du temps), Bruxelles, Belgique, Éditions La Pierre d’alun, 2009
  - «Боб Моран в Квебеку» (фр. Bob Morane au Québec), Perro, 2012
  - «Мемуари» (фр. Mémoires, Jourdan), 2012
  - «Шлях» (фр. Façon) Série noire, La Petite Pierre, 2013
  - «Жан-Рей, 14 років, ру-д'Ор, передмова Жана-Батиста Бароняна» (фр. Jean Ray), 14, rue d'Or, préface de Jean-Baptiste Baronian, illustrations de Thierry Mortiaux, Bruxelles, La Pierre d’Alun, coll. «La Petite Pierre», 2016, 141 p. (ISBN 978-2-87429-099-2).
- Під псевдонімом Пат Річмонд (фр. Pat Richmond)  
  - «Бажання їхало» (фр. Le désir rode), PIC, 1954
- Під псевдонімом Рей Стівенс (фр. Ray Stevens)  
  - «У пошуках втраченого світу» (фр. À la recherche du monde perdu), André Bonne, 1954
  - «Смак нещастя» (фр. Le Goût du malheur), Centre d'art d'Ixelles, 1994
- Під псевдонімом Жак Сейр (фр. Jacques Seyr)
  - «Завойовники нового світу» (фр. Les Conquérants du nouveau monde), Marabout Junior №37, 1954
  - «Сокира війни» (фр. La Hache de guerre), Marabout Junior №64, 1956
  - «Золото інків» (фр. L'Or des Incas), Marabout Junior №72, 1956
- Під псевдонімом Жак Коломбо (фр. Jacques Colombo)
- «DON (серія еротико-поліцейських історій)» (фр. DON[5] (série érotico-policière)), Série noire, Gallimard - 11 назв книг, опублікованих з 1983 р. до 1986 р.